# 에린 켈리

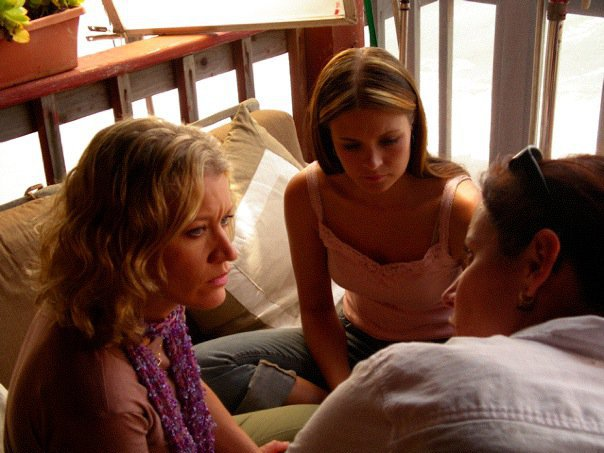

에린 켈리(Erin Kelly, 1981년 8월 21일 ~ )는 미국의 배우, 연극 배우, 텔레비전 배우, 영화배우이다.
샌디에이고에서 태어났다.

## 영화
- 웨이킹 매디슨 (2010년)
- 사랑하는 애너벨 (2006년) - 아나벨 역